# El Nogal, Pisaflores
El Nogal är en ort i Mexiko.   Den ligger i kommunen Pisaflores och delstaten Hidalgo, i den centrala delen av landet, 200 km norr om huvudstaden Mexico City. El Nogal ligger 809 meter över havet och antalet invånare är 176.
Terrängen runt El Nogal är bergig åt nordväst, men åt sydost är den kuperad. Runt El Nogal är det ganska tätbefolkat, med 90 invånare per kvadratkilometer. Närmaste större samhälle är Xilitla, 19,0 km norr om El Nogal. I omgivningarna runt El Nogal växer i huvudsak städsegrön lövskog.